# Carlos Pellegrín
Carlos Eduardo Pellegrín Barrera (Santiago de Chile, 28 de julio de 1958) es sacerdote chileno que ejerció como obispo de la diócesis de Chillán entre 2006 y 2018.

## Estudios
Miembro de una familia profundamente religiosa, realizó sus estudios primarios y secundarios en el Liceo Alemán de Santiago dependiente de la Sociedad del Verbo Divino. 
Entró a la S.V.D y desde 1978 hasta 1980 realizó estudios de Filosofía, como miembro de la Congregación del Verbo Divino, en el Seminario Pontificio Mayor de Santiago. Entre los años 1981 y 1985 hizo estudios teológicos en el Instituto de Misiones de Londres, anexo de la Universidad de Lovaina.

## Carrera
El 9 de noviembre de 1985 fue ordenado sacerdote en la iglesia del Liceo Alemán de Santiago. Una vez sacerdote, recibió su destino misional para África y sirvió pastoralmente en Ghana (África Occidental) desde 1986 hasta 1995.
Durante los años 1997 y 1998 se desempeñó como Secretario de Misiones de la Congregación del Verbo Divino en Chile. En 1999 fue nombrado Vice Provincial de la Congregación del Verbo Divino en Chile, cargo que desempeñó hasta 2001.
Desde 1999 y hasta su nombramiento como obispo, se desempeñó como rector del Colegio del Verbo Divino en Santiago. Además, como rector del Colegio Verbo Divino fue miembro de la Junta Nacional de la Federación de Instituciones de Educación particular (FIDE). En esos últimos dos años se desempeñó como presidente nacional de esta federación.
El 25 de marzo de 2006 el papa Benedicto XVI lo nombró obispo de San Bartolomé de Chillán, para suceder a Alberto Jara Franzoy que había presentado su renuncia por razones de edad. Pellegrín asume la diócesis a los 47 años, el sábado 29 de abril de 2006. 
Entre sus primeras obras se cuentan la creación de una Vicaría Episcopal para la Educación, que viene a consolidar un trabajo desarrollado por el Departamento de Educación Católica (DEC) del obispado de Chillán. También, se cuentan sus primeros cambios en la estructura de la orgánica pastoral. 
En 2007, Pellegrín fue elegido presidente del Área de Educación y miembro de la Comisión Pastoral (COP) de la Conferencia Episcopal de Chile (CECh). Asimismo, fue elegido presidente de la Organización Internacional de la Educación Católica (OIEC).
Junto con todos los demás obispos chilenos, presentó su renuncia al papa Francisco I en mayo del 2018. El papa aceptó su renuncia en septiembre de 2018.